# Cuisine américaine (film, 1998)
Pour les articles homonymes, voir Cuisine américaine.
Pour plus de détails, voir Fiche technique et Distribution.
Cuisine américaine est un film français réalisé par Jean-Yves Pitoun, sorti en 1998.

## Synopsis
À la suite d'un incident avec un officier, Loren Collins se fait virer de la Marine américaine, où il apprenait le métier de chef faute de pouvoir se payer une école de cuisine. Il part alors à Dijon où il a réussi à obtenir une promesse d'embauche dans le restaurant prestigieux du chef Louis Boyer, réputé caractériel.

## Fiche technique
Source IMDb
- Titre : Cuisine américaine
- Titre original : Cuisine américaine
- Réalisation : Jean-Yves Pitoun
- Scénario : Jean-Yves Pitoun
- Production : Régine Konckier et Jean-Luc Ormières
- Musique : René-Marc Bini
- Photographie : Jean-Marie Dreujou
- Montage : Monica Coleman
- Décors : Valérie Grall et Deana Sidney
- Costumes : Richard Owings et Edith Vesperini
- Pays de production :  France
- Langues originales : français et anglais
- Format : couleurs - Dolby SR - 1,85:1
- Genre : comédie
- Durée : 92 minutes
- Dates de sortie :
  - France : 21 octobre 1998
  - Belgique : 21 octobre 1998

## Distribution
Source IMDb
- Jason Lee : Loren Collins
- Eddy Mitchell : Louis Boyer
- Irène Jacob : Gabrielle Boyer
- Isabelle Petit-Jacques : Carole
- Sylvie Loeillet : Suzanne
- Thibault de Montalembert : Vincent
- Anthony Valentine : Wellington
- Michel Muller : Inspecteur des impôts
- Isabelle Leprince : Agnès
- Laurent Gendron : Bruno
- Gérard Chaillou : Roger
- Lyes Salem : Karim
- Linda Powell : Miller
- Skipp Sudduth : Wicks
- David Gabison : Fredet
- Keith Hill : Germaine
- Alex Nelcha : Lucas
- Agnès Garima : Jeune fille sur le quai de gare

## Autour du film
Keith Hill et Alex Nelcha, alors basketteurs pour le club de Dijon, apparaissent dans le film dans des rôles identiques en interprétant respectivement les personnages de Germaine et Lucas.